# 키트웨

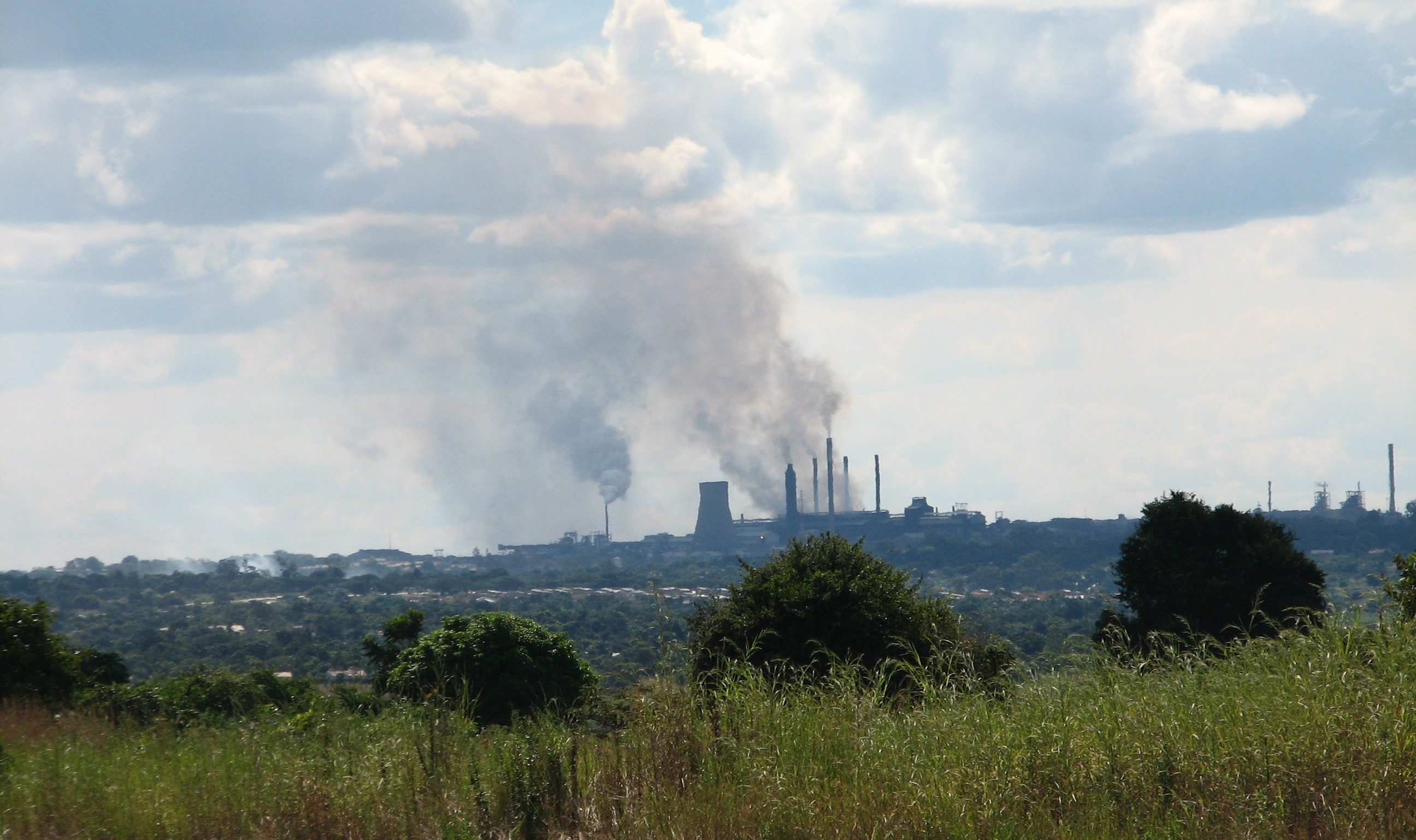
키트웨 시가지

키트웨(Kitwe)는 잠비아에서 두 번째로 큰 도시로, 코퍼벨트 주에서 가장 큰 도시이며 인구는 547,700명(2007년 기준)이다. 구리가 많이 생산된다.

## 자매 도시
- 영국 셰필드
- 미국 디트로이트